# Troika (NKWD)
Eine Troika (russisch тройка; auch судебная тройка sudebnaja troika, deutsch ‚Gerichtstroika‘) war in der sowjetischen Geschichte eine Kommission von drei Personen, die Strafen gegen verhaftete Personen verhängen konnte. Während des Großen Terrors (Большой террор) wurden hunderttausende durch Troikas verhängte Todesstrafen vollstreckt. Die Troikas waren jedoch keine Organe der Justiz, sondern selbst Exekutive, und gehörten als solche in der Regel zum Innenministerium der UdSSR (NKWD).
Vorsitzender der Troika war der Leiter der jeweiligen NKWD-Verwaltung in 64 Regionen der Sowjetunion. Normalerweise setzte sich die Troika weiter aus dem Staatsanwalt der Republik, der Region bzw. des Gebiets oder dessen Vertreter sowie dem Sekretär der entsprechenden regionalen Parteiebene der KPdSU (damals WKP(b) bzw. Kommunistische Partei der Sowjetunion) zusammen.

## Großer Terror
Durch den NKWD-Befehl Nr. 00447 vom 30. Juli 1937 (russisch: О репрессировании бывших кулаков, уголовников и других антисоветских элементов ‚Über die Repression ehemaliger Kulaken, Krimineller und anderer anti-sowjetischer Elemente‘), unterzeichnet von Nikolai Jeschow und gebilligt vom Politbüro der KPdSU, wurden die operativen Troikas während des Großen Terrors auf allen administrativen Ebenen eingesetzt: in den Sowjetrepubliken, Gouvernements, Krajs und Oblasten. Die Untersuchungen und Bestrafungen sollten von operativen Gruppen „auf schnellem und einfachem Wege“ geführt werden, die Verhafteten wurden den Troikas zur Entscheidung überstellt.
Protokolle der Troikasitzungen wurden an die entsprechenden operativen Gruppen zur Vollstreckung der Urteile geschickt. Troikas dieser Art existierten ungefähr bis Mitte 1938.
Troikas wurden eingesetzt in der Kulaken-Aktion (386.798 Hinrichtungen), in der Polen-Aktion (111.091), in der Deutschen-Aktion (ca. 42.000) in der Letten-Aktion (16.573), Estland-Aktion (7998) und Finnland-Aktion (9078). Hinzu kamen Haftstrafen im Gulag. Da es nicht so viele Deutsche im Land gab, wurden „Spione“ wegen beliebiger Bezüge zu Deutschland festgenommen. Für die Polen-Aktion wurden auch Dwoikas mit nur zwei Personen gebildet, die aber ihre Urteile in Moskau dem Volkskommissar für Staatssicherheit Jeschow und dem Generalstaatsanwalt Andreij Wyschinski vorlegen mussten. Die Berichte wurden zu Alben gebündelt und zu Tausenden abgehakt.
Mit Beschluss des Politbüros des ZK der WKP(b) vom 17. November 1938 wurden diese per Sonderbefehl des NKWD gebildeten Troikas aufgelöst, ebenfalls die Troikas bei der Milizverwaltung in den Oblasten, Krajs und Sowjetrepubliken. Sie wurden durch Sonderausschüsse des NKWD ersetzt (russisch Особое совещание при НКВД СССР). In ihnen waren das Zentralkomitee der Partei vertreten, Volkskommissariate bzw. Ministerien sowie die Staatsanwaltschaft. Auch sie verhängten Strafen auf dem Verwaltungsweg, ohne Zulassung der Öffentlichkeit, oft ohne persönliche Vorführung des Angeklagten auf der Basis der Aktenlage, und sie konnten die Todesstrafe verhängen.

## Rote Armee
Auch in der Roten Armee gab es Troikas des NKWD. Diese dienten als Militärgerichte.
So wurden 1945 heimkehrende Offiziere und Soldaten der Roten Armee, die in deutsche Kriegsgefangenschaft geraten waren, von Troikas angeklagt und als „Verräter“ zum Tode verurteilt beziehungsweise wegen „Feigheit vor dem Feind“ zu mehreren Jahren Arbeitslager verurteilt. Diese Troikas bestanden beispielsweise aus zwei NKWD-Offizieren und einem Politkommissar.

## Einzelbelege
1. 1 2  Timothy Snyder: Bloodlands: Europa zwischen Hitler und Stalin (= Schriftenreihe. Nr. 1213). Lizenzausg Auflage. Bundeszentrale für Politische Bildung, Bonn 2011, ISBN 978-3-8389-0213-5, S. 100 f., 113, 120 f.
2. ↑  The NKVD Mass Secret Operation n°00447 (August 1937 - November 1938) | Sciences Po Mass Violence and Resistance - Research Network. 19. Januar 2016, abgerufen am 15. Juli 2025 (englisch).
3. ↑  The NKVD Mass Secret National Operations (August 1937 - November 1938) | Sciences Po Mass Violence and Resistance - Research Network. 15. April 2019, abgerufen am 15. Juli 2025 (englisch).